# Gladiolus meliusculus
Gladiolus meliusculus es una especie de gladiolo que se encuentra en Sudáfrica. 

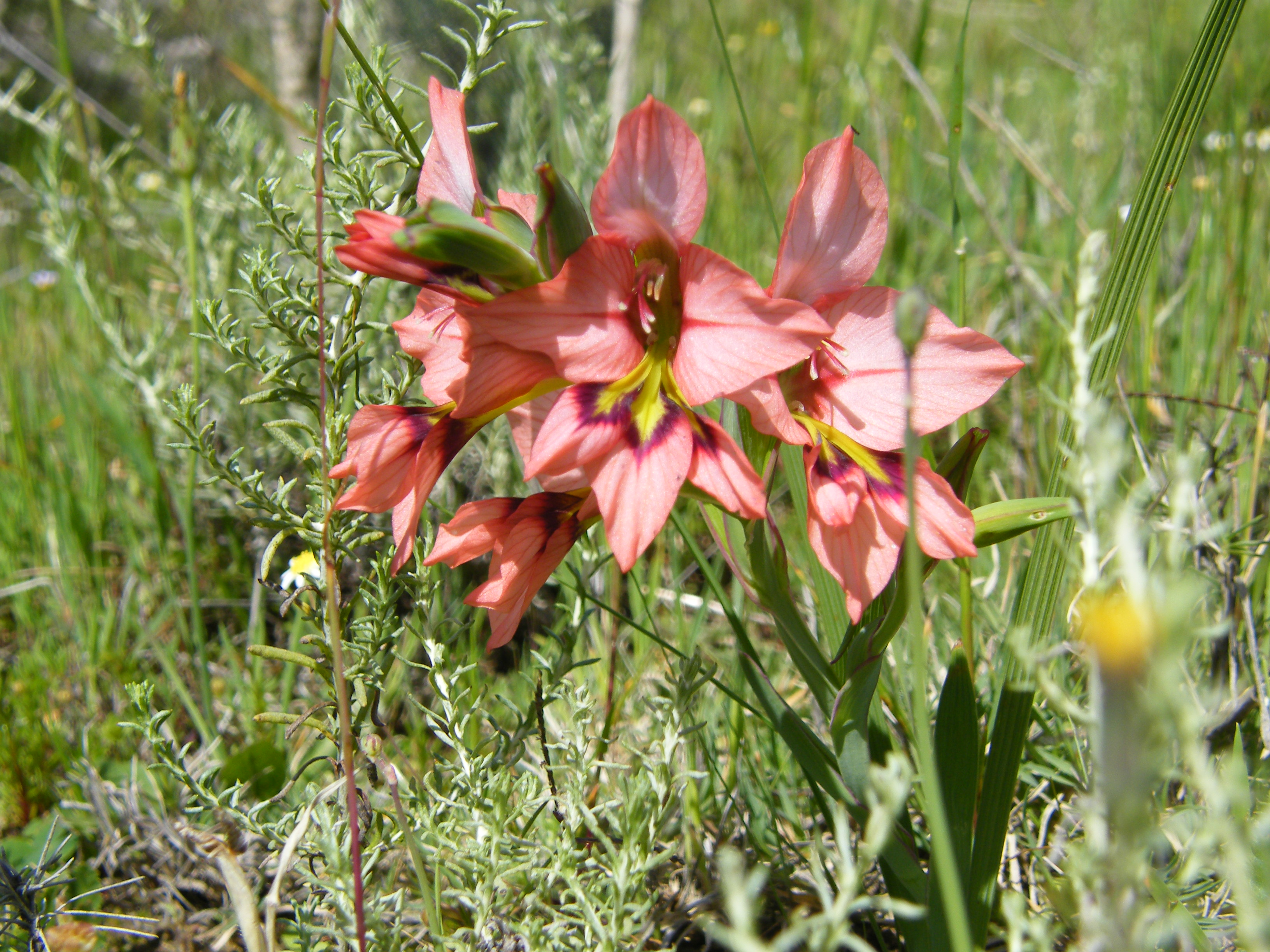
Flores

## Descripción
Gladiolus maculatus es una planta herbácea perennifolia, geofita que alcanza un tamaño de  0.12 - 0.25  m de altura. Se encuentra a una altitud de 35 - 150 metros en Sudáfrica.
Gladiolus meliusculus se encuentra en las colinas bajas y planas de la llanura costera de la Provincia del Cabo Occidental, donde  crece en sitios arenosos formados a partir de granito descompuesto o arenisca y que están empantanados durante el período de crecimiento. Las flores son de color salmón, de ladrillo rojo o naranja con manchas amarillas en los tépalos inferiores. Gladiolus meliusculus difiere de Gladiolus alatus por tener estambres más cortos y el color amarillo en los tépalos inferiores es menos pronunciado y está bordeado por una banda o mitades de color rojo púrpura y los superiores son de color rosa a naranja.

## Taxonomía
Gladiolus meliusculus fue descrita por (G.J.Lewis) Goldblatt & J.C.Manning y publicado en Gladiolus in Southern Africa 232–233. 1998.
Etimología
Gladiolus: nombre genérico que se atribuye a Plinio y hace referencia, por un lado, a la forma de las hojas de estas plantas, similares a la espada romana denominada "gladius". Por otro lado, también se refiere al hecho de que en la época de los romanos la flor del gladiolo se entregaba a los gladiadores que triunfaban en la batalla; por eso, la flor es el símbolo de la victoria.
meliusculus: epíteto
Sinonimia
- Gladiolus alatus var. meliusculus G.J.Lewis	[6][7]